# Jewel Raja
Jewel Raja (Budge Budge, 19 gennaio 1990) è un calciatore indiano, centrocampista svincolato.

## Carriera

### Inizio carriera
Nato a Budge Budge, Kolkata, Jewel, pur avendo un forte interesse per il cricket e volendo diventarlo da giovane, ha scelto di giocare a calcio a livello professionale. Inizialmente giocava come ala nelle sue squadre giovanili, principalmente a destra, ma fu incoraggiato dal padre a diventare un centrocampista centrale. Da giovane Jewel è entrato a far parte del Pujali Athletic Club e in seguito è entrato a far parte del centro orientale della Sports Authority of India a Kolkata, per poi essere selezionato per far parte dell'accademia dell'IFA a Haldia.

### ONGC
In seguito ha fatto parte della squadra di calcio under-19 del Bengala e poi dell'India U19s, nonostante avesse solo 16 anni. Nel 2007 è entrato a far parte dell'ONGC nella I-League, ma non ha fatto alcuna apparizione per il club di Mumbai perché è stato impegnato in nazionale per la maggior parte del tempo.

## Statistiche

### Cronologia presenze e reti in nazionale
| Cronologia completa delle presenze e delle reti in nazionale ― India | Cronologia completa delle presenze e delle reti in nazionale ― India | Cronologia completa delle presenze e delle reti in nazionale ― India | Cronologia completa delle presenze e delle reti in nazionale ― India | Cronologia completa delle presenze e delle reti in nazionale ― India | Cronologia completa delle presenze e delle reti in nazionale ― India | Cronologia completa delle presenze e delle reti in nazionale ― India | Cronologia completa delle presenze e delle reti in nazionale ― India |
| Data                                                                 | Città                                                                | In casa                                                              | Risultato                                                            | Ospiti                                                               | Competizione                                                         | Reti                                                                 | Note                                                                 |
| -------------------------------------------------------------------- | -------------------------------------------------------------------- | -------------------------------------------------------------------- | -------------------------------------------------------------------- | -------------------------------------------------------------------- | -------------------------------------------------------------------- | -------------------------------------------------------------------- | -------------------------------------------------------------------- |
| 4-3-2013                                                             | Yangon                                                               | Guam                                                                 | 0 – 4                                                                | India                                                                | AFC Challenge Cup 2013 - 1º turno                                    | 1                                                                    |                                                                      |
| Totale                                                               |                                                                      | Presenze                                                             | 1                                                                    |                                                                      | Reti                                                                 | 1                                                                    |                                                                      |

## Palmarès

### Club

#### Competizioni nazionali
- I-League: 1

Dempo: 2008
- Indian Super League: 1

Atlético de Kolkata: 2016

### Nazionale
- Nehru Cup: 1

2012